# Eloy (EP)
Eloy es el tercer EP oficial del cantautor chileno Ángel Parra como solista, lanzado originalmente en Chile en 1968. El disco corresponde a la banda sonora de la película homónima Eloy de 1969, dirigida por Humberto Ríos y basada en la novela homónima de Carlos Droguett de 1957.

## Lista de canciones
Toda la música compuesta por Ángel Parra. 
| Cuecas |                            |          |  |
| N.º    | Título                     | Duración |  |
| 1.     | «Tema de Eloy»             |          |  |
| 2.     | «Botillería»               |          |  |
| 3.     | «La muerte»                |          |  |
| 4.     | «San Diego»                |          |  |
| 5.     | «Eloy encuentra a la Rosa» |          |  |
| 6.     | «La traición»              |          |  |
| 9.     | «La casa de Eloy»          |          |  |